# 12-та армія (Німецька імперія)
Не варто плутати з 12-ю німецькою армією часів Другої світової війни
12-та а́рмія  (нім. 12. Armee) — польова армія Імперської армії Німеччини за часів Першої світової війни.

## Історія
12-та армія (нім. 12. Armee) почала формуватись 9 лютого 1915 року, як армійська група фон Гальвітца, що відповідно формувалась шляхом розгортання Гвардійського резервного корпусу в районі Ґрауденца. 18 березня 1915 року командувач армійської групи Макс фон Гальвіц, отримав посаду командира армії, а 7 серпня 1915 його армійська група була перейменована на 12-у армію, зоною розгортання якої стали окуповані території Обер Ост.
У лютому-березні 1915 року армійська група фон Гальвітца взяла участь у Праснишській операції, де німецькі війська розгромили 1-у російську армії генерала від кавалерії Литвинова О. І.. У липні-серпні 1915 року 12-та армія брала участь у великому наступі 1915 року на Східному фронті. 22 липня війська армії форсували Віслу: після великого відступу російська 4-та армія залишила фортецю Івангород, паралельно відводячи війська від Варшави. 4-5 серпня німці увійшли до Варшави.
22 вересня 1915 року 12-та армія була перекинута на Балканський фронт до Сербії, надаючи допомогу 11-ій армії. 29 вересня 1915 штаб знову був перенесений на Східний фронт до Ліду. 9 жовтня 1916 року армію розформували, а її командувач генерал від інфантерії Макс фон Фабек очолив 8-у армію.

## Командування

### Командувачі
- генерал артилерії Макс фон Гальвітц (нім. Max von Gallwitz) (9 лютого — 22 вересня 1915);
- генерал від інфантерії Макс фон Фабек (нім. Max von Fabeck) (22 вересня 1915 — 9 жовтня 1916).